# Чтец
Чтец (стсл. чтецъ), читач (лат. lector) или анагност (грч. αναγνωστης) је црквени службени чин, чији је главни задатак да чита богослужбене текстове Светог писма тј. Дела и посланице апостолске и Паримије (Одломци из Старог Завета) и молитве током богослужења.  Називају се још и пономари.

## Историја
Према древној традицији, чтеци нису само читали у хришћанским црквама, већ су и тумачили значење тешко разумљивих текстова, преводили их на језике локалног становништва (латински, грчки, арамејски, коптски, сиријски, јерменски, итд.). 
Дужност чтеца је била читање Светог Писма, из Старога и Новога завета. Из Старога завета читао је све књиге, а из Новога завета Дела апостолска и посланице. Ово читање се разликовало од читања јеванђеља које чита ђакон.
За разлику од свештенослужитеља, чтеци су црквенослужитељи. Они на богослужењима помажу епископима, свештеницима и ђаконима. Свештенослужитеље на њихове дужности постављају епископи хиротонијом или рукоположењем у светом олтару на Светој литургији, док се црквенослужитељи на своје дужности постављају хиротесијом од стране епископа изван светог олтара и пре Свете литургије, тј. у време читања Часова.
Чтеци имају обавезу да припреме просфору, вино, воду, теплоту, као и да одржавају ред и чистоћу у светом олтару. У Типику се онај који обавља те обавезе назива параеклисијарх или кандилопалитељ, који има обавезу и да звони.
Чтец је почасно звање у самој црквеној јерархији. Чтеци су били често и црквени појци, тумачи Писма и писари. Исто тако, у неким храмовима било им је поверено поучавање катихумена, будућих хришћана који се припремају за крштење.
Током богослужења они носе свештену одежду која је при надлежности ђаконске службе. У почетку су чтеци носили одежду која се зове кратки фелон, који се данас ставља на чтеца приликом његовог посвећења. Овај фелон има облик свештеничког фелона, али разликује се тиме што је много краћи, тако да једва покрива плећа. Он се ставља на врат онога кога посвећују у знак тога да та особа прилази под јарам свештенства и посвећује се на служењу Богу.
Чтеци данас, за разлику од ранијих периода, своју дужност врше у одежди која се зове стихар. Стихар је дугачка одежда са широким рукавима, најчешће се прави од беле или тканине светле боје како би онога који га носи подсећао на нужност чистог и светлог живота, који треба  да краси оне који служе Господу. 